# ペラペラヨメナ
ペラペラヨメナ（ぺらぺら嫁菜、学名：Erigeron karvinskianus）は、キク科・ムカシヨモギ属の植物の一種。別名「ペラペラヒメジョオン」、「メキシコヒナギク」、｢ゲンペイコギク（源平小菊）｣、「ムキュウギク（無休菊）」。
葉が薄く、ヨメナのような花を付けることから命名された。

## 分布
中央アメリカを原産地とする。
アフリカ、ヨーロッパ、アジアに移入分布する。日本では1949年に京都大学の標本庫の壁で初めて確認され、
つづいて1952年に金沢市で採集された。当初はニュージーランド原産のVittadinia trilobaとされていたが、1979年に学名が修正された。現在では本州（関東地方以南）・四国・九州に帰化している。
日本では、｢源平小菊｣（花が白から赤に変色することから）、｢エリゲロン｣の名で市販されている。

## 特徴
多年草で、草丈は20-40cm。頭状花が咲くが、花びらの色は白色から淡紅色に変色する。地表に近い葉は3-5裂し、柄がある。茎は根元で分岐するが仲間のヒメジョオンやハルジオンよりも細く、匍匐することが多い。果実は痩果で、白い毛が付いている。
石垣の間などに生える。